# Elecciones locales de Botsuana de 2009
Las elecciones locales de Botsuana de 2004 tuvieron lugar el 30 de octubre del mencionado año, al mismo tiempo que las elecciones generales para la Asamblea Nacional, con el objetivo de renovar los 490 escaños de los catorce concejos municipales y distritales electos, que ejercerían funciones por el período 2004-2009. Se trató de las novenas elecciones de gobierno local que tenían lugar desde la instauración de los concejos electos en 1966, y los octavos desde la independencia de Botsuana.
El gobernante Partido Democrático de Botsuana (BDP), en el poder desde la independencia, obtuvo un triunfo aplastante frente a una oposición dividida  con un 49,82 % de los votos y 332 concejales. A pesar de sufrir considerables pérdidas de votos en el extremo norte y el extremo sur del país, el BDP experimentó una fuerte recuperación urbana y recuperó la mayoría en el concejo de Gaborone por primera vez desde 1984. El opositor Frente Nacional de Botsuana (BNF), que enfrentaba un duro conflicto interno, sufrió una atroz debacle y logró solo el 23,44 % de los votos y 71 concejales. Por el contrario, el Partido del Congreso de Botsuana (BCP) obtuvo su mejor resultado histórico en una elección municipal con un 19,63 % de los votos y 69 concejales, mientras que su alianza con el Movimiento de la Alianza de Botsuana (BAM) le garantizó otros 6 escaños. Tras la fusión del BCP y el BAM meses más tarde, el BCP se convirtió en el partido opositor con más concejales. El Partido Popular de Botsuana retuvo sus tres escaños en el Distrito Noreste y hubo ocho independientes (algunos pertenecientes a la «Plataforma Temporal» disidente del BNF) resultaron electos.
A pesar del triunfo abrumador del BDP, se trató de la primera elección en la historia de Botsuana en la que el partido no obtuvo una mayoría absoluta de votos. Esto no se replicó en las elecciones generales paralelas y no se vería en una votación nacional hasta las siguientes elecciones.

## Resultados

### Resultado general
|  | 49.82 % |

|  | 23.44 % |

|  | 19.63 % |

|  | 2.32 % |

|  | 1.14 % |

|  | 0.01 % |

|  | 0.01 % |

|  | 3.63 % |

|  | 97.69 % |

|  | 2.31 % |

|  | 100.00 % |

|  | 76.41 % |

### Escaños por concejo
| Distrito/Ciudad | BDP     | BNF    | BCP    | BAM   | BPP   | Independientes |
| --------------- | ------- | ------ | ------ | ----- | ----- | -------------- |
| Central         | 108/140 | 10/140 | 16/140 |       |       | 6/140          |
| Francistown     | 11/19   |        | 7/19   |       |       | 1/19           |
| Gaborone        | 22/30   | 1/30   | 7/30   |       |       |                |
| Ghanzi          | 15/20   | 4/20   | 1/20   |       |       |                |
| Jwaneng         | 3/7     | 4/7    |        |       |       |                |
| Kgalagadi       | 13/22   | 9/22   |        |       |       |                |
| Kgatleng        | 7/23    | 8/23   | 6/23   |       |       | 1/23           |
| Kweneng         | 48/66   | 9/66   | 9/66   |       |       |                |
| Lobatse         | 8/12    | 4/12   |        |       |       |                |
| Noreste         | 16/19   |        |        |       | 3/19  |                |
| Noroeste        | 29/46   | 3/46   | 8/46   | 6/46  |       |                |
| Selebi-Phikwe   | 7/14    |        | 7/14   |       |       |                |
| Sudeste         | 11/20   | 2/20   | 7/20   |       |       |                |
| Sur             | 34/52   | 17/52  | 1/52   |       |       |                |
| Total           | 332/490 | 71/490 | 69/490 | 6/490 | 3/490 | 8/490          |